# Penarol AC
Penarol AC is een Braziliaanse voetbalclub uit Itacoatiara in de staat Amazonas.

## Geschiedenis
De club werd opgericht in 1947 en werd vernoemd naar de Uruguayaanse topclub Peñarol, dat in dat jaar een tournee maakte in Brazilië en zo de spelers inspireerde. In 2010 en 2011 won de club het staatskampioenschap van Amazonas. 

## Erelijst
Campeonato Amazonense
2010, 2011